# 白条锦蛇
白条锦蛇（学名：Elaphe dione）为游蛇科锦蛇属的爬行动物，俗名白带子、黑斑蛇、枕纹锦蛇。分布于俄罗斯、朝鲜以及中国大陆的北京、天津、河北、山西、内蒙古、辽宁、吉林、上海、江苏、安徽、山东、河南、湖北、四川、陕西、甘肃、青海、宁夏、新疆等地，主要生活于田野、坟堆、树林及其近旁、山岗斜坡的潮湿草丛以及常进入家屋。其生存的海拔范围为30至1600米。

## 保护
本种于2023年被收录入《有重要生态、科学、社会价值的陆生野生动物名录》。